# Bramocharax
Bramocharax és un gènere de peixos de la família dels caràcids i de l'ordre dels caraciformes.

## Taxonomia
- Bramocharax baileyi (Rosen, 1972)[2]
- Bramocharax bransfordii (Gill, 1877)[3]
- Bramocharax caballeroi (Contreras-Balderas & Rivera-Teillery, 1985)[4]
- Bramocharax dorioni (Rosen, 1970)[5]